# Can Puig (Vilassar de Dalt)
Can Puig és una obra de Vilassar de Dalt (Maresme) protegida com a Bé Cultural d'Interès Local.

## Descripció
Edifici de planta baixa i dos pisos amb coberta a dues aigües i carener paral·lel a la façana. La porta i les finestres tenen llindes i brancals de pedra. El sota-balcó de la planta primera té rajola ceràmica.
A l'interior encara es pot reconèixer l'existència d'un edifici anterior reculat de la façana que dona al carrer Àngel Guimerà.
En el jardí hi ha una glorieta de principis del segle XX decorada amb frescos.
A la part posterior del conjunt està ubicat el museu del cargol.